# Parlamentswahl in El Salvador 2021
Die Parlamentswahl in El Salvador 2021 fand am 18. Februar 2021 statt.
Die Partei Nuevas Ideas/N von Präsident Nayib Bukele errang 56 der insgesamt 84 Sitze.
Zusammen mit Gran Alianza por la Unidad Nacional/GANA (5), Partido de Concertación Nacional/PCN (2) und Partido Demócrata Cristiano/PDC (1) kam die Regierungskoalition des Präsidenten Bukele auf 64 Sitze.
In der Opposition wurde Alianza Republicana Nacionalista/ARENA mit 14 Sitzen die stärkste Partei, gefolgt von Frente Farabundo Martí para la Liberación Nacional/FMLN mit 4; Nuestro Tiempo/NT und Vamos/V errangen jeweils 1 Mandat.